# 本町站
- 關於位於堺筋的車站，請見「堺筋本町站」。
- 關於位於岐阜縣的電車站，請見「本町站 (岐阜縣)」。
- 關於位於愛知縣的車站，請見「本町站 (愛知縣)」。

本町站（日语：／ Hommachi eki */?）是位於日本大阪府大阪市中央區船場中央，屬於大阪市高速電氣軌道（大阪地下鐵）的鐵路車站。

## 停靠路線
- 大阪市高速電氣軌道（Osaka Metro）
  -  御堂筋線 - 車站編號是M18。
  -  中央線 - 車站編號是C16。
  -  四橋線 - 車站編號是Y13，1969年（昭和44年）前是信濃橋站。

## 歷史
- 1933年（昭和8年）5月20日－隨1號線梅田至心齋橋啟用開業。
- 1964年（昭和39年）10月31日－隨4號線弁天町至本町啟用開業。需出站轉乘1號線。
- 1965年（昭和40年）10月1日－3號線西梅田至大國町啟用開業，名稱為信濃橋站，不與1號線及4號線連通。
- 1969年（昭和44年）7月1日－改造完成，信濃橋站併入本町站，成為三線轉乘站。

## 車站構造

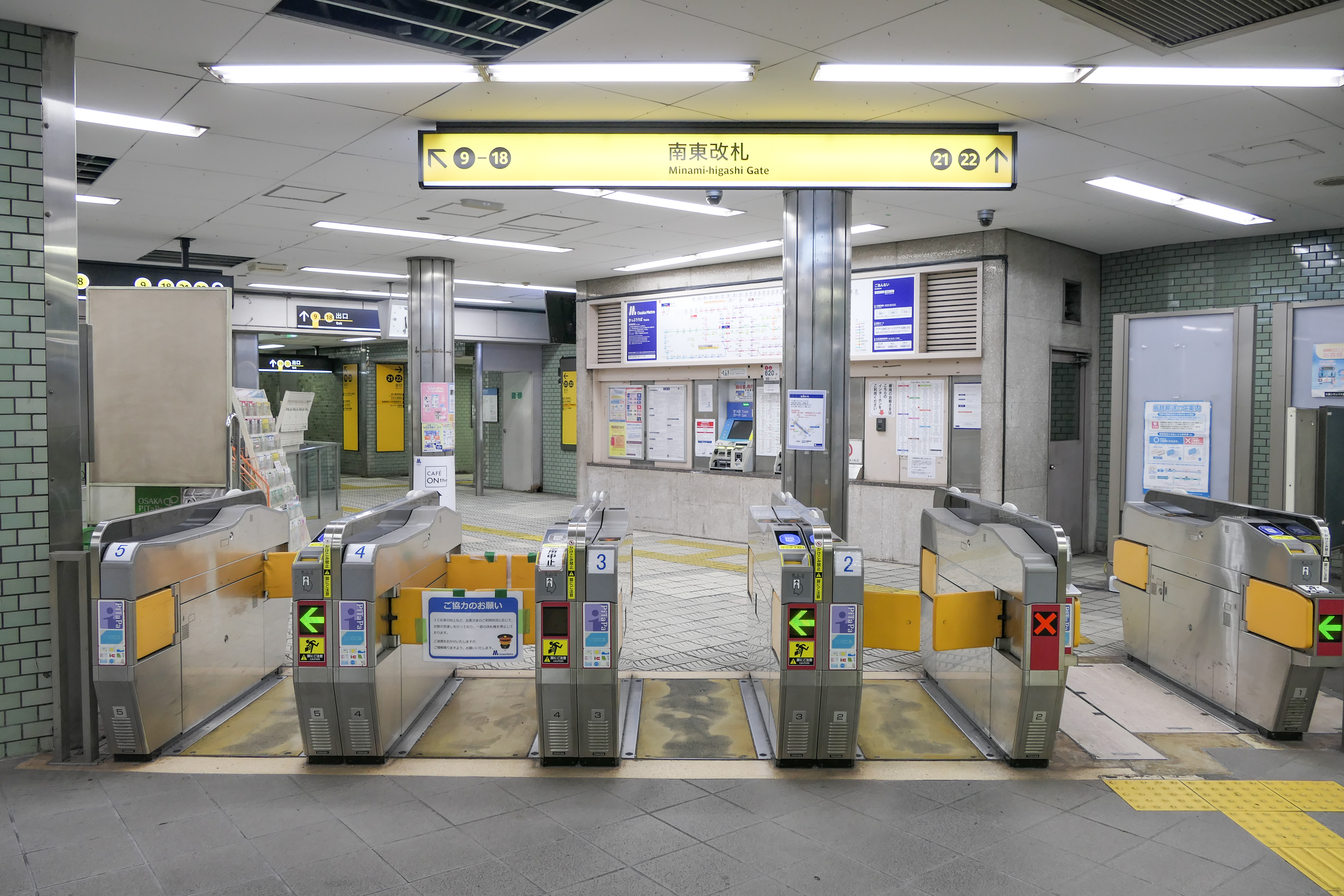
南東驗票口(2023年11月)

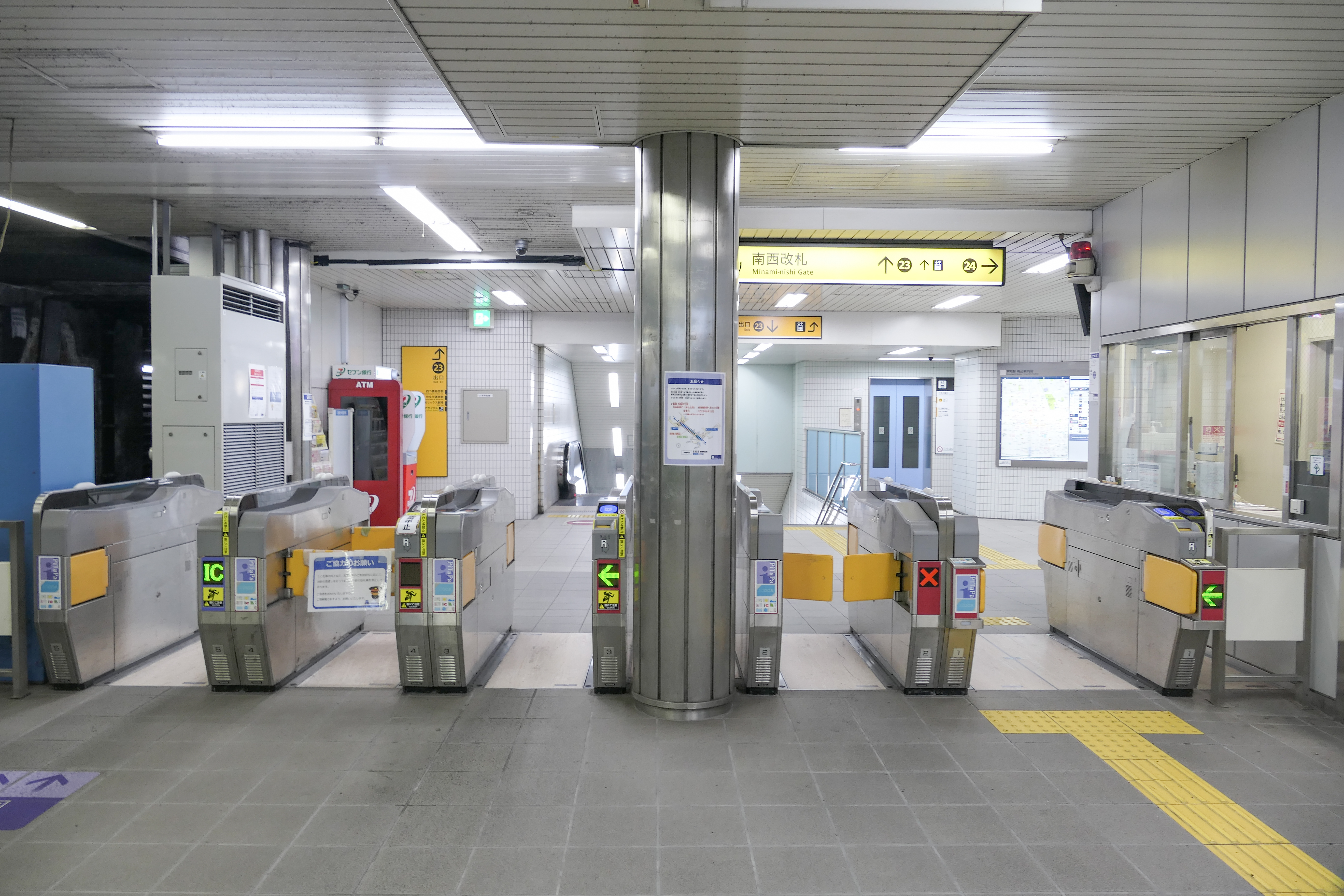
南西驗票口(2023年11月)

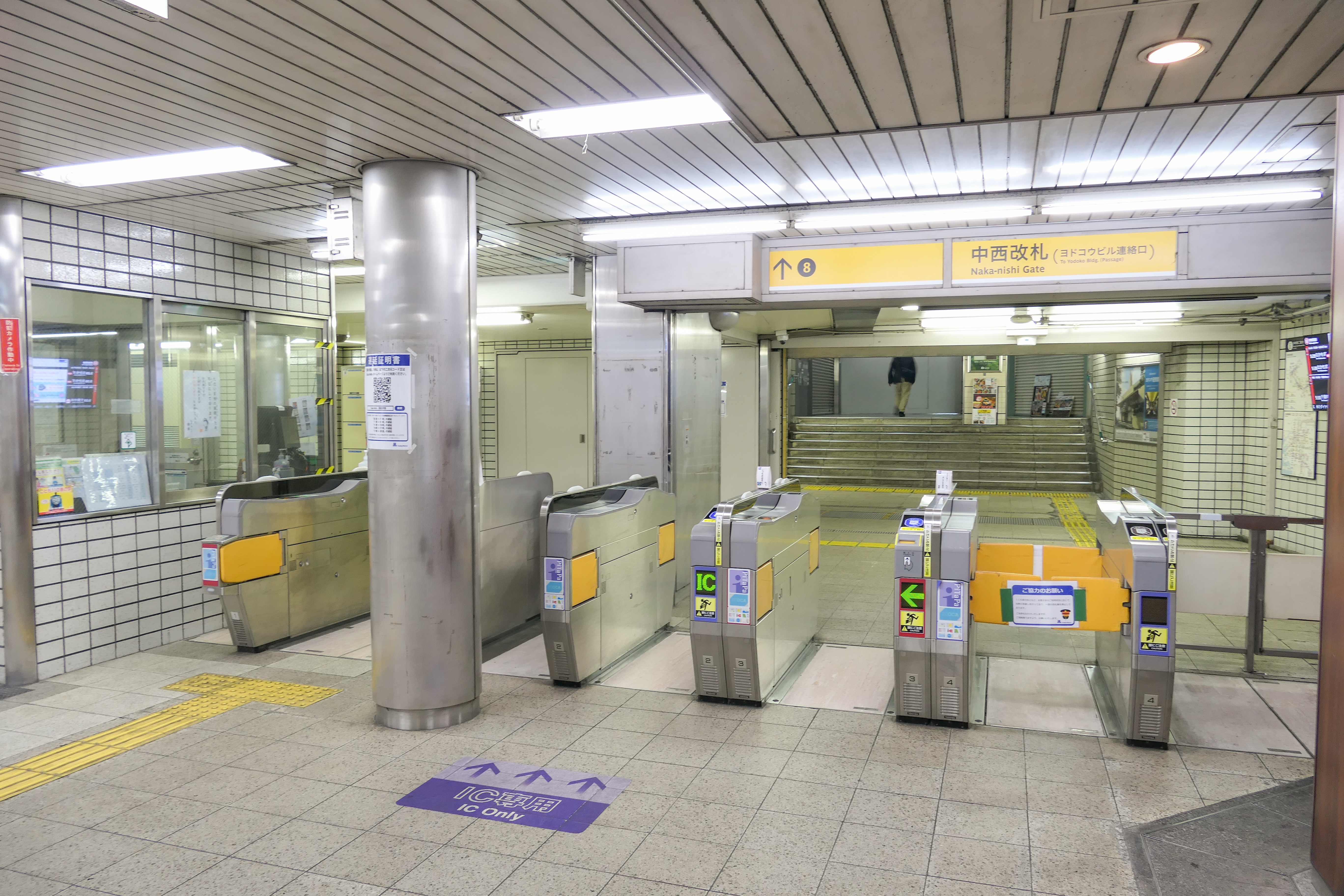
中西驗票口(2023年11月)

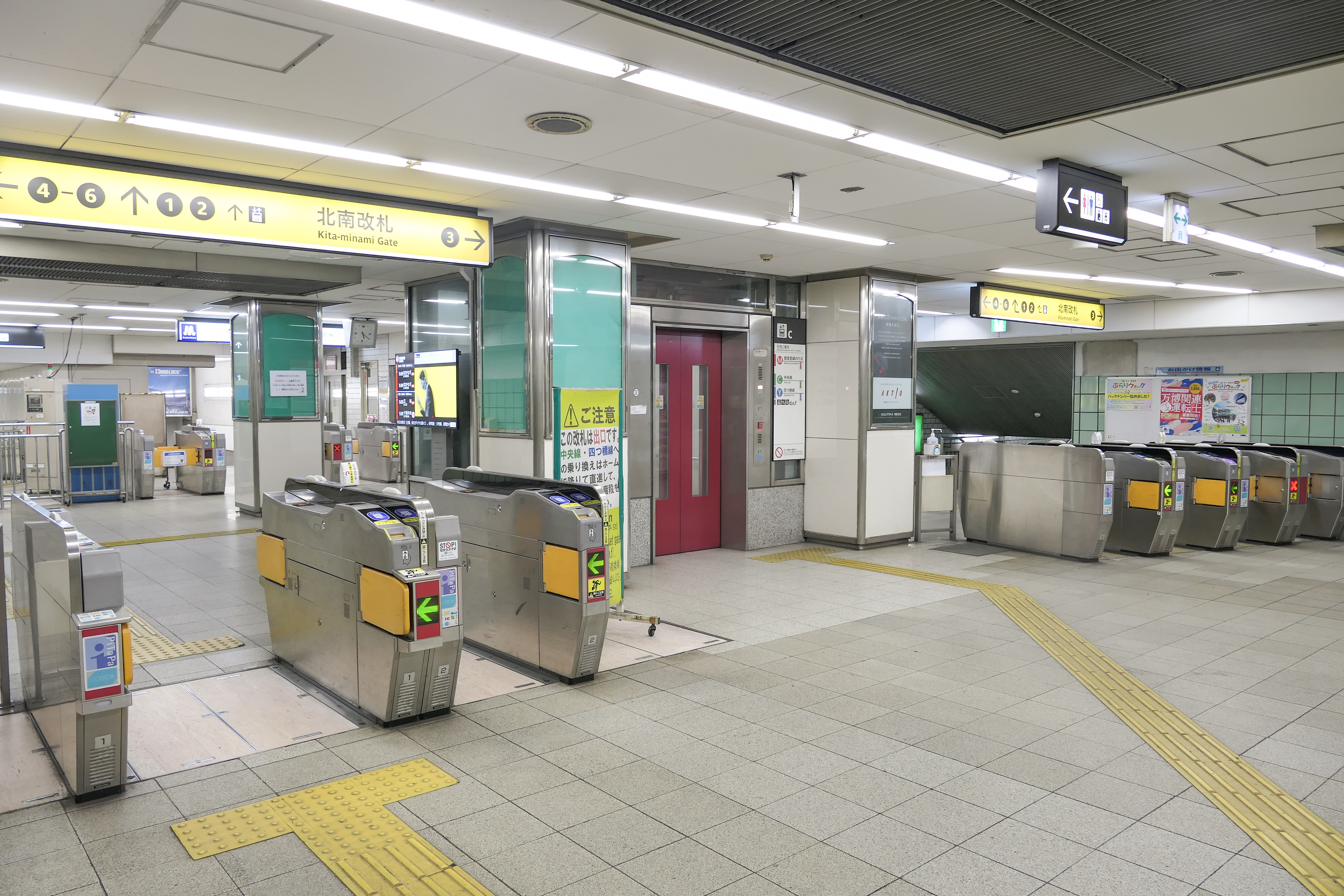
北南驗票口(2023年11月)

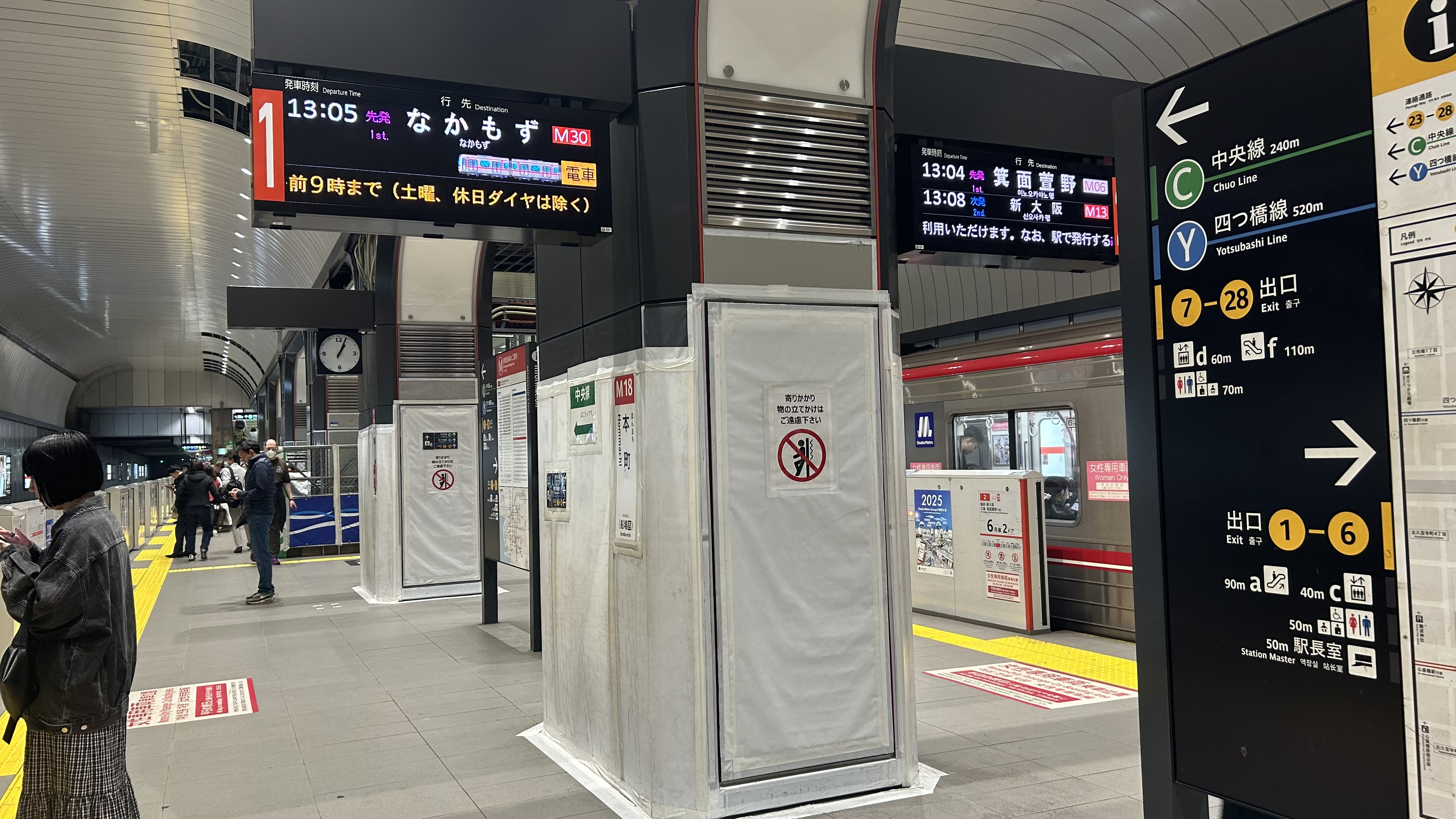
御堂筋線月台(2025年3月)

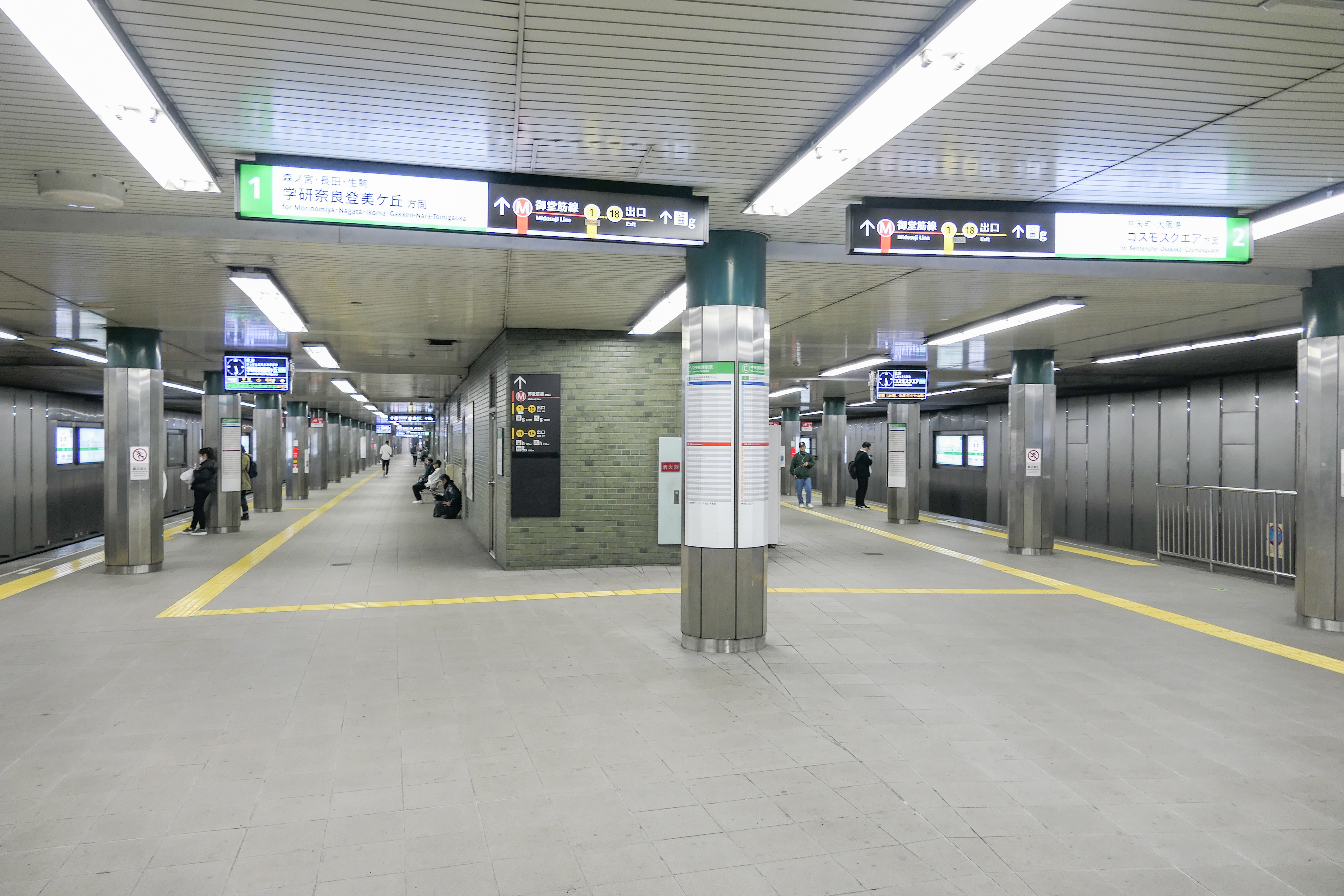
中央線1號與2號月台(2023年11月)

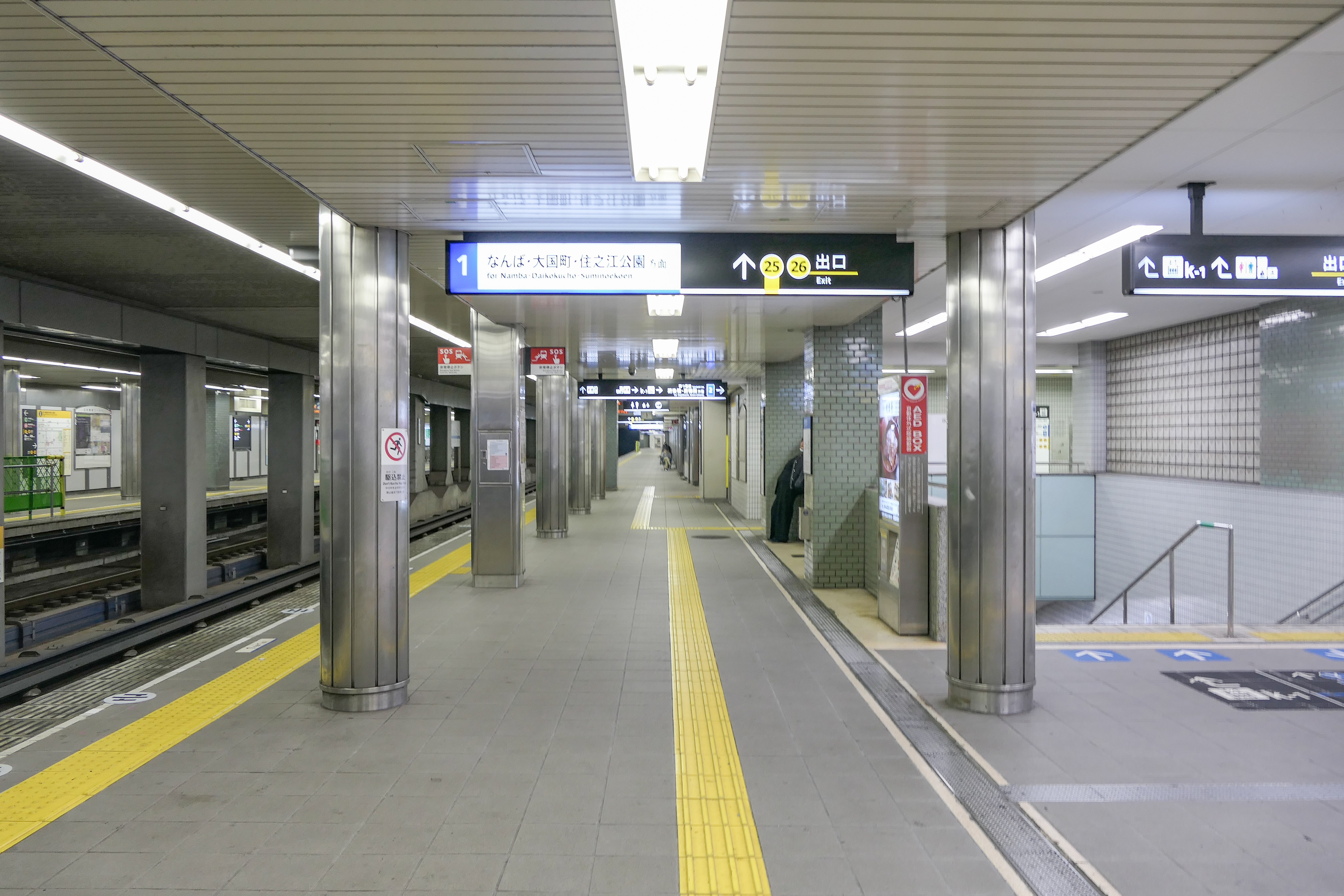
四橋線1號月台(2023年11月)

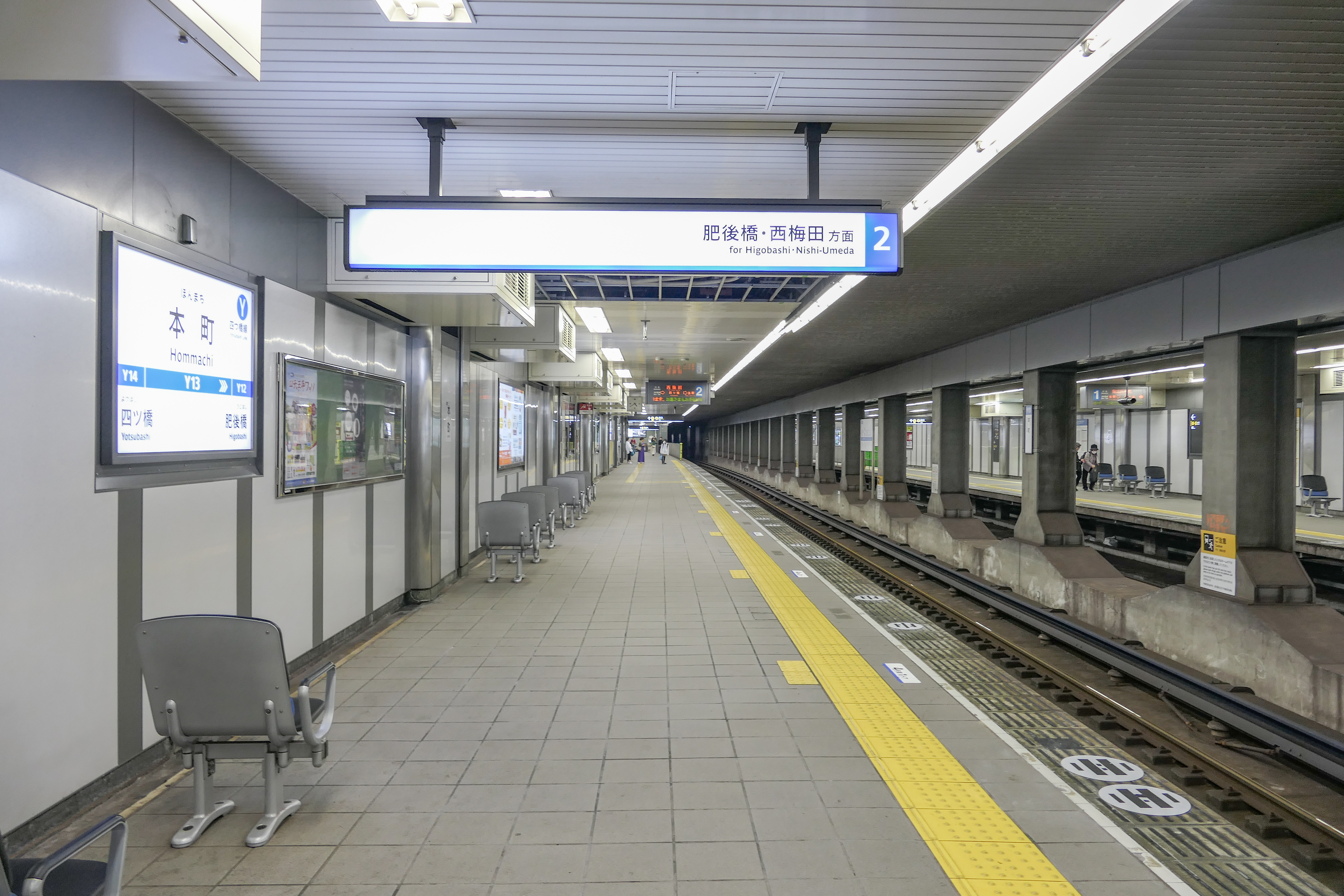
四橋線2號月台(2023年11月)

本站是地下車站，御堂筋線及中央線為島式月台，四橋線為側式月台。中央線西側是四橋線，東側則是御堂筋線。由於御堂筋線及四橋線月台距離相當遠，兩線轉乘時間比較長，結構類似東京地下鐵大手町站東西線與半藏門線之轉乘距離。因此旅客通常使用西梅田站或大國町站轉乘，以避開長長的通道。

### 月台配置
| 月台         | 路線         | 目的地                                 |              |
| 御堂筋線月台 | 御堂筋線月台 | 御堂筋線月台                           | 御堂筋線月台 |
| ------------ | ------------ | -------------------------------------- | ------------ |
| 1            | 御堂筋線     | 難波、天王寺、我孫子、中百舌鳥方向     |              |
| 2            | 御堂筋線     | 梅田、新大阪、江坂、箕面萱野方向       |              |
| 中央線月台   |              |                                        |              |
| 1            | 中央線       | 森之宮、長田、生駒、學研奈良登美丘方向 |              |
| 2            | 中央線       | 弁天町、大阪港、夢洲方向               |              |
| 四橋線月台   |              |                                        |              |
| 1            | 四橋線       | 難波、住之江公園方向                   |              |
| 2            | 四橋線       | 肥後橋、西梅田方向                     |              |

## 利用狀況
2023年11月7日上下車人次為200,963人（上車人次：99,715人，下車人次：101,248人）。
- 御堂筋線車站次於梅田站、難波站、天王寺站排行第4位。
- 四橋線車站次於難波站排行第2位。
- 中央線車站上下車人次最多。

| 年度               | 調查日   | 上車人次 | 下車人次 | 上下車人次 |
| ------------------ | -------- | -------- | -------- | ---------- |
| 1990年（平成02年） | 11月06日 | 145,269  | 146,221  | 291,490    |
| 1995年（平成07年） | 2月15日  | 132,093  | 136,535  | 268,628    |
| 1998年（平成10年） | 11月10日 | 123,488  | 128,388  | 251,876    |
| 2007年（平成19年） | 11月13日 | 114,344  | 118,724  | 233,068    |
| 2008年（平成20年） | 11月11日 | 111,864  | 115,471  | 227,335    |
| 2009年（平成21年） | 11月10日 | 110,654  | 111,414  | 222,068    |
| 2010年（平成22年） | 11月09日 | 102,876  | 106,441  | 209,317    |
| 2011年（平成23年） | 11月08日 | 100,941  | 104,809  | 205,750    |
| 2012年（平成24年） | 11月13日 | 104,905  | 106,584  | 211,489    |
| 2013年（平成25年） | 11月19日 | 104,433  | 107,697  | 212,130    |
| 2014年（平成26年） | 11月11日 | 105,564  | 108,276  | 213,840    |
| 2015年（平成27年） | 11月17日 | 108,656  | 108,854  | 217,510    |
| 2016年（平成28年） | 11月08日 | 108,719  | 109,041  | 217,760    |
| 2017年（平成29年） | 11月14日 | 107,111  | 110,338  | 217,449    |
| 2018年（平成30年） | 11月13日 | 107,901  | 109,556  | 217,457    |
| 2019年（令和元年） | 11月12日 | 108,890  | 110,247  | 219,137    |
| 2020年（令和02年） | 11月10日 | 90,310   | 91,610   | 181,920    |
| 2021年（令和03年） | 11月16日 | 88,764   | 91,137   | 179,901    |
| 2022年（令和04年） | 11月15日 | 92,612   | 41,857   | 187,469    |
| 2023年（令和05年） | 11月17日 | 99,715   | 101,248  | 200,963    |

## 相鄰車站
大阪市高速電氣軌道（大阪地下鐵）
 御堂筋線
淀屋橋（M17）－本町（M18）－心齋橋（M19）
 中央線
阿波座（C15）－本町（C16）－堺筋本町（C17）
 四橋線
肥後橋（Y12）－本町（Y13）－四橋（Y14）

## 外部連結
- 車站Guide：本町（御堂筋線） - Osaka Metro
- 車站Guide：本町（四橋線） - Osaka Metro
- 車站Guide：本町（中央線） - Osaka Metro

34°40′55″N 135°29′56″E / 34.68194°N 135.49889°E